# Szin (Syria)
Szin (arab. شين) – miasto w Syrii, w muhafazie Hims. W 2004 roku liczyło 13 020 mieszkańców.